# Drosophila psilophallus
Drosophila psilophallus är en tvåvingeart som ingår i släktet Drosophila och finns på Oahu, en av Hawaiiöarna.

## Taxonomi och släktskap
Drosophila psilophallus beskrevs av Elmo Hardy och Kenneth Y. Kaneshiro 1971. Arten ingår i släktet Drosophila, undersläktet Hawaiian Drosophila, artgruppen Drosophila grimshawi och artundergruppen Drosophila conspicua. Arten är nära släkt med Drosophila odontophallus.

## Utseende
Artens kroppslängd är 3,5-4,0 mm och vingspannet är 3,3-4,2 mm. Arten liknar utseendemässigt arten Drosophila odontophallus men hannarnas könsorgan liknar främst de hos Drosophila liophallus. Hannar och honor har förutom könsorganen samma utseende.

## Utbredning
Artens utbredningsområde är ön Oahu, en av Hawaiiöarna. Holotypen och paratyperna insamlades vid Kaunala Gulch och Pupukea.